# Norwood (Yorkshire du Nord)
Pour les articles homonymes, voir Norwood.
Norwood est une paroisse civile du Yorkshire du Nord, en Angleterre.